# ゾフィア・フォン・ナッサウ
ゾフィア・ヴィルヘルミーネ・マリアンネ・ヘンリエッテ・フォン・ナッサウ（Sophia Wilhelmine Marianne Henriette von Nassau, 1836年7月19日 - 1913年12月30日）は、スウェーデン＝ノルウェーの王オスカル2世の王妃。スウェーデン語名はソフィア・アヴ・ナッサウ（Sofia av Nassau）。
ナッサウ公ヴィルヘルムとその2度目の妃パウリーネ・フォン・ヴュルテンベルク（ヴュルテンベルク王フリードリヒ1世の次男パウルの娘）の末子。異母兄にルクセンブルク大公アドルフがいる。アドルフの若くして亡くなった最初の妃エリザヴェータ・ミハイロヴナは、母方の従姉にあたった。
1857年6月、オスカルとヴィースバーデン＝ビーブリッヒの城で結婚。4男をもうけた。
- グスタフ5世（1858年 - 1950年） - スウェーデン王。
- オスカル（1859年 - 1953年） - ゴットランド公。後にヴィスボリ伯。フォルケ・ベルナドッテ伯の父。
- カール（1861年 - 1951年） - ヴェステルイェートランド公。ノルウェー王太子妃マッタ、ベルギー王妃アストリッドの父。
- エウシェン（1865年 - 1947年） - ネルケ公。

オスカルは王の承認を得ない結婚をしたため、スウェーデン王位継承権を喪失したが、兄アドルフがルクセンブルク貴族の称号として「ヴィスボリ伯」を創設し、授爵した。